# Polygynie

Pays autorisant la polygynie en 2021 (en vert) : le cas de l'Inde est partiel.

La polygynie désigne le système d'accouplement par lequel le mâle d'une espèce animale s'accouple avec plusieurs femelles.
Chez l'humain, la polygynie est une forme de mariage où l'homme épouse plusieurs femmes. C'est le cas le plus courant de polygamie (le fait de contracter plusieurs unions), l'autre étant la polyandrie, situation où une femme se marie avec plusieurs hommes.
« La polygynie est extrêmement répandue dans le monde, à l'opposé de la polyandrie, rare, et du mariage par groupes, dont on peut discuter la structure réelle ; aussi revêt-elle des formes différentes, depuis la polygynie sororale où un homme se marie avec deux ou plusieurs sœurs, jusqu'à la polygynie sérielle qui tend à remplacer actuellement la polygynie simultanée : on prend ses femmes l'une après l'autre et non plusieurs en même temps ».

## Étymologie
Ce terme est formé à partir de deux mots grecs πολύς / polús (« nombreux ») et de γυνή / gunḗ, (« femme »), sur le modèle de « polygamie » (qui signifie « plusieurs mariages », qu'il s'agisse indifféremment d'hommes ou de femmes).  Le terme polygynie a été introduit dans le vocabulaire au cours du XIXe siècle. Il est composé des racines grecques "poly-" (πολύς), signifiant "plusieurs", et "gynē" (γυνή), signifiant "femme". Ce mot polygynie est de plus en plus usité pour discriminer cette pratique de son hyperonyme, et de son antonyme « polyandrie », d'origine similaire. Les termes « polygynie » et « polygamie » sont donc souvent utilisés comme synonymes, avec cette différence que le premier désigne plus précisément un homme ayant plusieurs épouses.

## Polygynie humaine
Le patriarcat dominant dans les premières sociétés agricoles néolithiques est associé aux hommes ayant un statut économique et/ou politique privilégié. Selon le primatologue Bernard Chapais, la tendance à la polygynie dans les sociétés patriarcales, qui permet de contrôler la sexualité et de parer aux dangers de la mortalité infantile, ne s'est pas généralisée en raison des trois coûts de la polygynie (coûts alimentaires pour subvenir aux besoins de plusieurs femmes et de leur maternité, coûts physiques et sociaux de la compétition sexuelle).

### Polygynie dans l'histoire européenne
Les Vikings établis en Normandie gardèrent cette tradition bien qu'étant convertis au christianisme. Ainsi les jarl et ducs de Normandie, depuis Rollon le Marcheur, jusqu'à Robert le Magnifique (cinq générations) pouvaient avoir plusieurs secondes épouses, appelées frilla. Les fils issus de ces unions étant appelés bâtards, cela explique le premier nom de Guillaume le Conquérant, à savoir Guillaume le Bâtard.

### Aspects religieux
La polygynie est une pratique culturelle qui peut trouver sa justification dans certains cultes. En particulier dans le lévirat, si le frère du défunt est déjà marié il se retrouve avec deux épouses. Plusieurs exemples sont relevés dans l'Ancien Testament.

#### Polygynie et judaïsme
La Torah permet explicitement la polygynie (mais à de nombreuses conditions) bien que celle-ci n'y soit pas présentée comme un mode de vie idéal et n'y soit pas du tout encouragée[réf. nécessaire]. On peut effectivement y trouver plusieurs cas célèbres de polygynie tels que ceux d'Abraham, de Jacob ou plus tard du roi Salomon qui aura 700 épouses (selon le livre des Prophètes). À l'inverse, on y trouve les cas d'autres personnages emblématiques tel que celui du second patriarche Isaac ou celui de Moïse lui-même, qui n'auront tous deux qu'une seule femme. La polygynie sera officiellement interdite pour les Juifs ashkénazes au XIe siècle par Rabbenu Gershom, l'un des pères de la tradition rabbinique ashkénaze. Cette interdiction est, à présent, également adoptée par la grande majorité des Juifs séfarades.

#### Polygynie et islam
Le Coran fait également référence à la polygynie

« Et si vous craignez de n'être pas justes envers les orphelins... Il vous est permis d'épouser deux, trois ou quatre, parmi les femmes qui vous plaisent. Mais, si vous craignez de n'être pas équitable avec celles-ci, alors une seule, ou des esclaves que vous possédez. Cela afin de ne pas faire d'injustice (ou afin de ne pas aggraver votre charge de famille) »

« Vous ne pourrez jamais être équitable entre vos femmes, même si vous en êtes soucieux. Ne vous penchez pas tout à fait vers l'une d'elles, au point de laisser l'autre comme en suspens. »

« et n'ont de rapports qu'avec leurs épouses ou les esclaves qu'ils possèdent car dans ce cas, ils ne sont pas blâmables, »
Ce verset ne doit ni faire oublier que la norme du mariage dans la civilisation musulmane est la monogamie ni le fait que la polygynie est largement antérieure aux textes coraniques et n'a donc pas été instaurée par l'islam.[réf. nécessaire] Au contraire, l'islam a limité le nombre d'épouses à quatre (bien que, selon certains biographes, Mahomet ait eu au total quinze épouses, jusqu'à onze simultanément), un nombre qui pouvait être plus élevé avant l'avènement de cette religion en Arabie. Il n'incite nullement le croyant à devenir polygyne mais est plus souvent interprété comme une réglementation de cette pratique et éventuellement fournir une solution morale, pratique et humaine aux veuves et aux orphelins si l'on prend en compte la position de ce verset au sein du Coran. En effet ce verset traitant de la polygamie a été révélé après la bataille de Uhud au cours de laquelle des douzaines de musulmans furent tués, laissant derrière eux des veuves et des orphelins dans le besoin.
La polygamie est avant tout une mesure sociale. La norme dans l'islam est la monogamie.[réf. nécessaire] Selon le rite hanbalite, il est recommandé (mandub) d'épouser une seule femme, car il y a un risque d'injustice entre les épouses dans la polygamie.

### Polygynie et mormonisme
L'Église de Jésus-Christ des saints des derniers jours (mormons) a autorisé la polygynie chez ses membres sous le nom de mariage plural jusqu'en 1889.

## Polygynie animale
La polygynie animale est souvent repris sous le terme « harem », comme avec les chevaux, les hippopotames ou les otaries ; soit un mâle pour plusieurs femelles.
Chez les fourmis une reine s' accouple souvent avec plusieurs mâles. Et en myrmécologie le terme polygyne désigne une colonie ayant plusieurs reines qui cohabitent .
La monogamie est rare chez les animaux, notamment en raison du degré important de l'investissement maternel dans la nutrition de l'embryon et la lactation, ce qui explique la fréquence de la polygynie chez les mammifères (35 %).

## Pour approfondir